# 中沢琴
中沢 琴（なかざわ こと、天保10年（1839年）頃 - 1927年（昭和2年）10月12日）は、現在の群馬県出身で新徴組に参加した法神流の女剣士。兄は新徴組隊士の中沢貞祇。

## 人物
上野国利根郡利根村穴原（現在の群馬県沼田市利根町穴原）生まれ。幼少から剣術、とくに長刀に優れ、文久3年（1863年）、浪士組に参加する兄に従い男装して京へ上り、のち新徴組に参加、各地を転戦した。当時の女性としては高身長の170 cmで、男装していれば娘たちに惚れられて困ったと伝えられる。
自分より強い者と結婚すると決め、結局現れなかったため生涯独身で過ごした。
1927年（昭和2年）10月12日死去。琴の墓は生まれ故郷の利根町穴原にあり、多くの歴史ファンが訪問している。

## 演じた俳優
- 黒木メイサ - 『花嵐の剣士 〜幕末を生きた女剣士・中澤琴〜』（NHK・BSプレミアム、2017年1月14日）[5][6][7]

黒木は芸者を演じたシーンを回想して「男の人が女装しているように感じてしまって、ちょっと恥ずかしかった」と述べている。

## 登場作品
小説
- 『緋色の華 新徴組おんな組士・中沢琴』（著作者・黒崎視音）
- 『我思う、故に我幕末にあり』(著作者・間明修二)https://jp.mercari.com/shops/product/H5vbXPUGi3s2MHh3tH8DN7